# アイ (第18王朝のファラオ)
アイ （Ay, 生年不詳 - 紀元前1319年頃）は、古代エジプト第18王朝の第14代ファラオ(在位: 在位：紀元前1323年頃 - 紀元前1319年頃)。アメンホテプ3世の正妃ティイ（Tiy）は妹で、兄妹ともにミタンニにルーツを持つ。
ツタンカーメンの宰相として大きな影響力を持ち、彼が亡くなった後後継者として即位した。しかし、高齢のためわずか4年で亡くなってしまい、その業績はほとんど知られていない。

## 生涯
第18王朝の王族の一人であり、アメンホテプ3世の時代から王家に仕えてきた古参の臣。両親であるイウヤとチュウヤはともに神官であり、自身も神官として経歴を積み、ツタンカーメンの治世にあってはアメン大神官の地位にあった。ツタンカーメンの死後紀元前1327年頃（または紀元前1324年頃）、アンケセナーメンと結婚し王位を継ぐ。妻としてはこの以前にテイ（Tey）がいたが、即位時にはすでに死別している。なお、ネフェルティティをテイとの間の娘とする説もある。
ファラオとしての即位名はケペルケペルウラー（Kheperkheperura、『ラーの降臨は永遠なり』）であるが、治世が短かったため、またツタンカーメンを暗殺したとの後世の悪評のためか即位以前のアイの名で呼ばれることが多い。
紀元前1323年頃（または紀元前1320年頃）没した。子はなかったため、彼は同郷の貴族で軍司令官のナクトミン（Nakhtmin）を後継者に指名していたが、王女ムトノメジットと結婚していた将軍ホルエムヘブがナクトミンを打倒して王位を継承した。その後彼はアクエンアテン以降四代の王の存在を抹殺したため、アイの名も抹消されることとなった。これは、アイによりホルエムヘブが一時失脚したことへの報復のためと考えられる。王家の谷のKV23に埋葬されている。

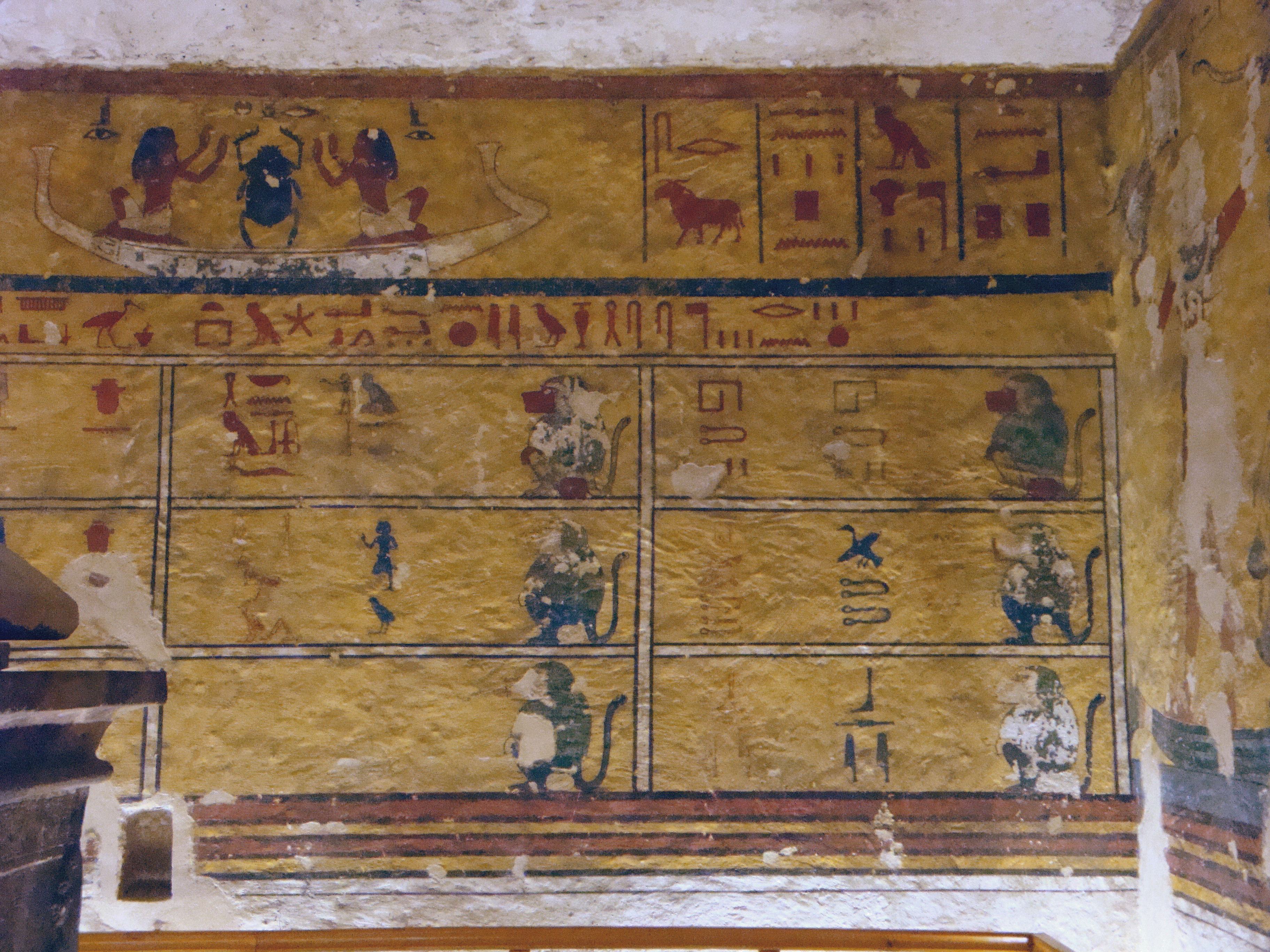
王家の谷にあるアイの墓（KV23）の壁画

## 治績
即位時すでに高齢であり、治世が短かったため、これといった治績はない。ツタンカーメン時代にアメン信仰を復活させたのは彼の功績であるとされる。

## 創作におけるアイ
原作・岡野玲子作画の『陰陽師』第13巻では、アイによるツタンカーメンの殺害が描写されている。
里中満智子の漫画『アトンの娘』では、むしろ情勢によってやむを得ず王になった、権力欲の無い老人として描かれている。